# Theresienstraße 10 (Bad Kissingen)

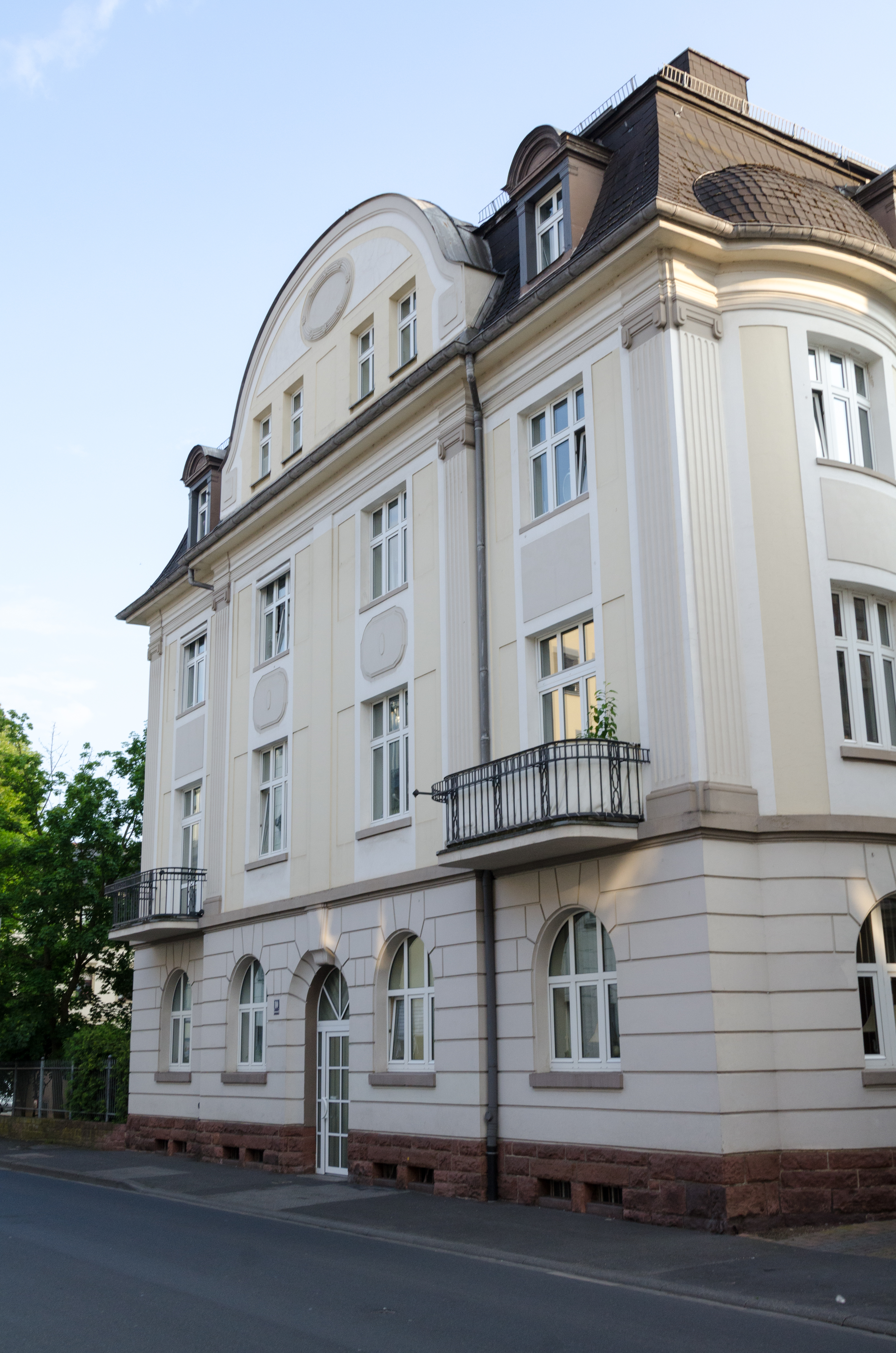
Theresienstraße 10

Das Gebäude Theresienstraße 10 in Bad Kissingen, der Großen Kreisstadt des unterfränkischen Landkreises Bad Kissingen, gehört zu den Bad Kissinger Baudenkmälern und ist unter der Nummer D-6-72-114-353 in der Bayerischen Denkmalliste registriert.

## Geschichte
Das Anwesen wurde im Jahr 1911 vom Bad Kissinger Architekten Franz Krampf als Kurhotel errichtet. Heute beherbergt es Wohnungen.
Die barockisierenden Motive der Anlage wie zum Beispiel das gebänderte Erdgeschoss und das Mansarddach sind – sehr wahrscheinlich angeregt durch die Bad Kissinger Bauten des Architekten Max Littmann – unter dem Einfluss des strengen Spätjugendstils eingesetzt. Der ebenfalls von der Architektur des Barock inspirierte Pilaster befindet sich in dieser Form beispielsweise auch am Anwesen Untere Marktstraße 8.
Während der Zeit des Nationalsozialismus wurden vier Bewohner des Anwesens verfolgt. Im Jahr 1943 wurden das Ehepaar Fanny und Siegfried Bloemendal und ihre Söhne Manfred und Josef Bloemendal in das Konzentrationslager Auschwitz deportiert, wo sie starben. An sie erinnern vier Stolpersteine vor dem Anwesen.

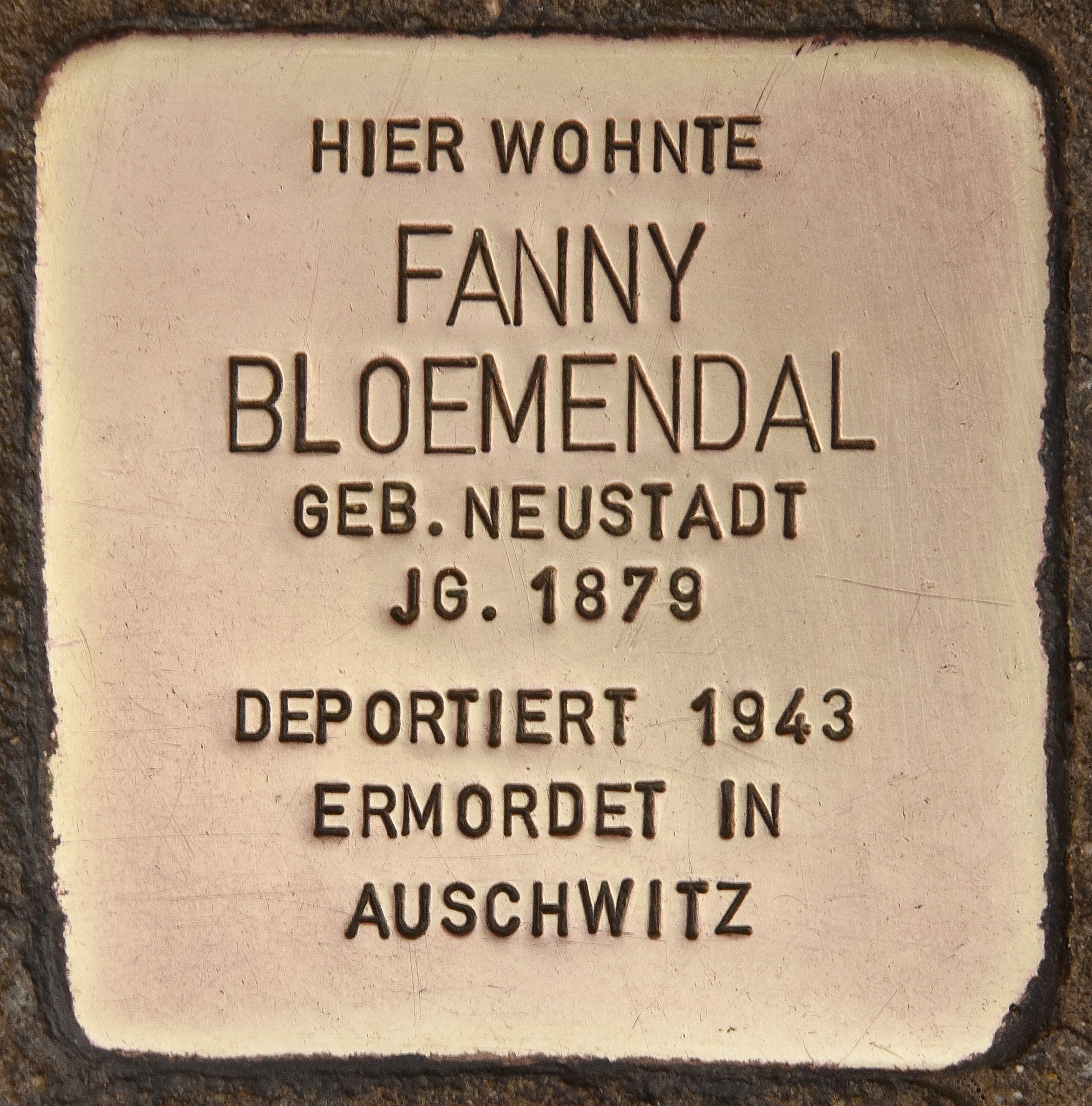
Stolperstein für Fanny Bloemendal
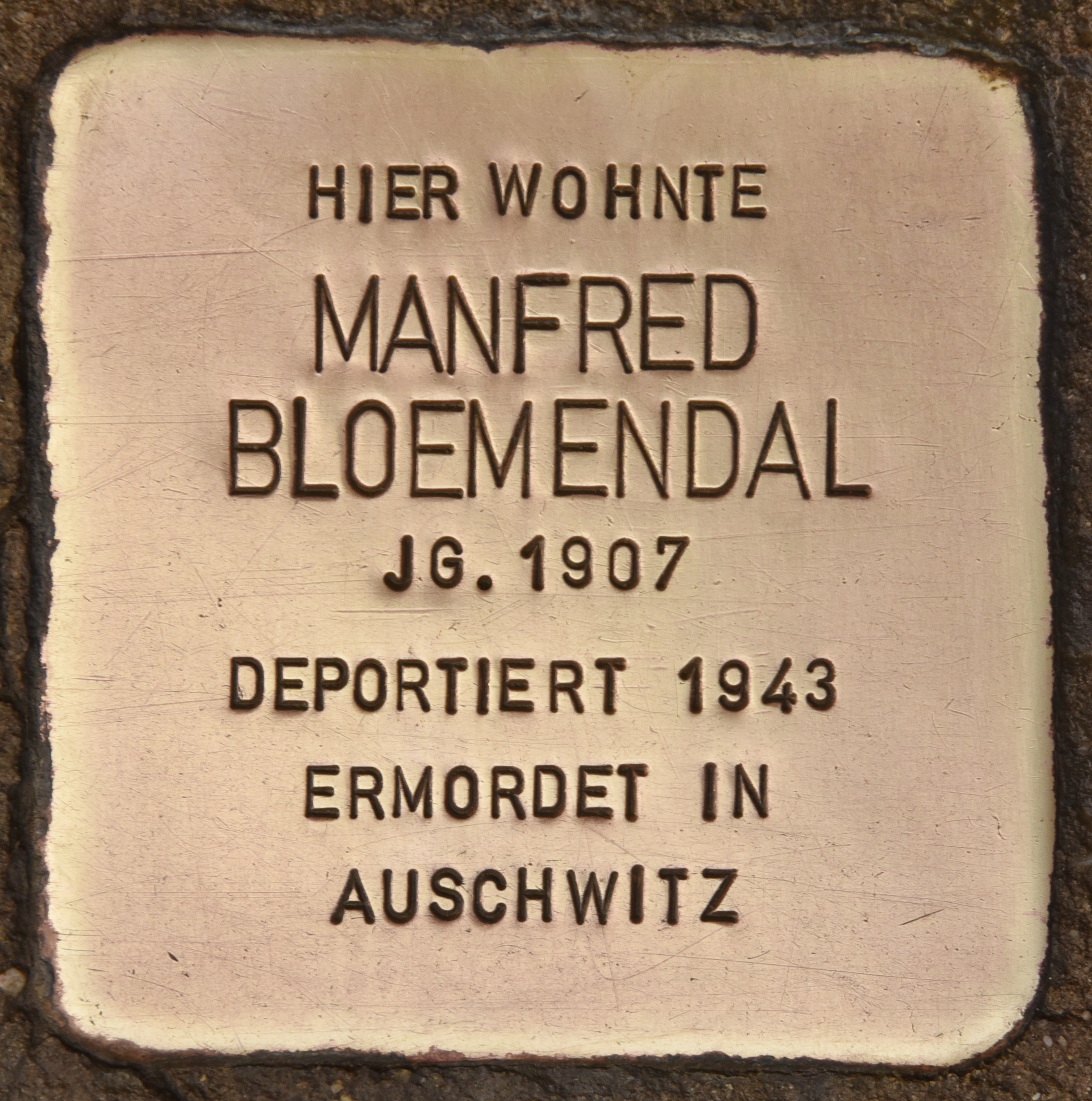
Stolperstein für Manfred Bloemendal
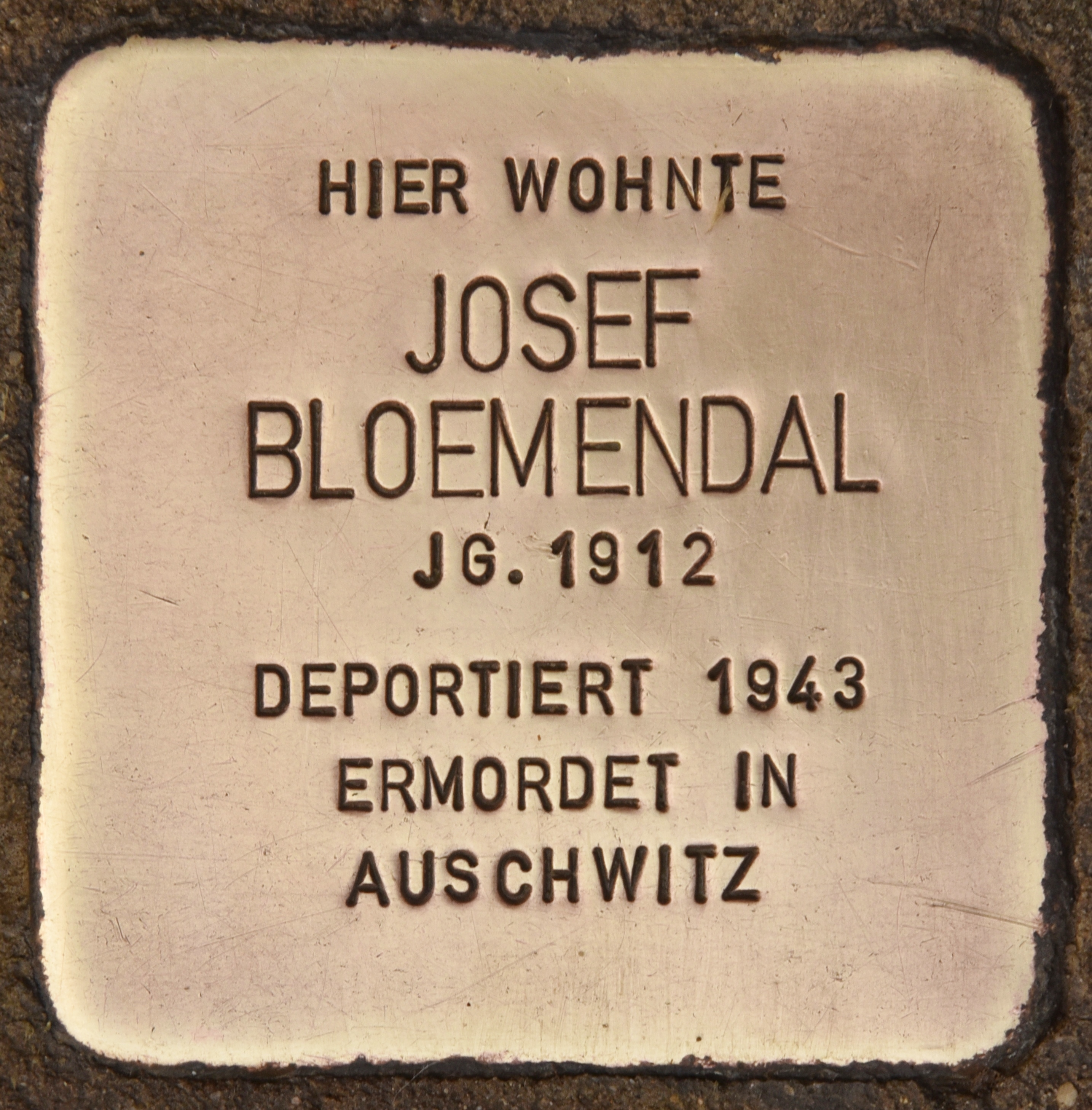
Stolperstein für Josef Bloemendal
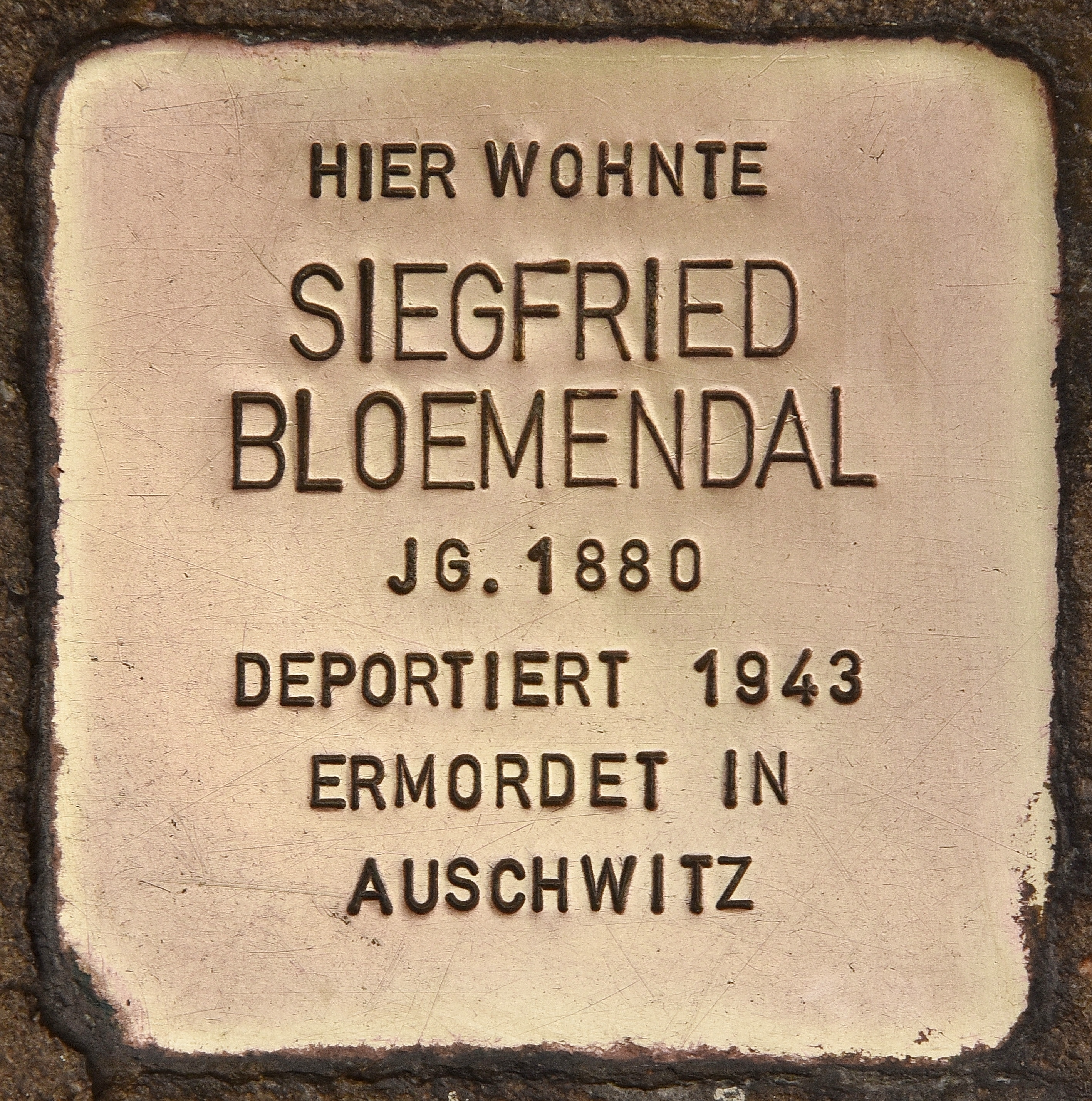
Stolperstein für Siegfried Bloemendal